# Phytolacca octandra
La verbachina (Phytolacca octandra) es una especie de planta fanerógama que se encuentra en los neotrópicos.

## Descripción
Son plantas que alcanzan un tamaño de 0.2–1 m de alto. Las hojas de 6–15 cm de largo y 2–6 cm de ancho, agudas a acuminadas en el ápice, acuminadas a atenuadas en la base. Las inflorescencias en racimos de 5–15 cm de largo, con ejes pubescentes, pedicelos 1–2 mm de largo; sépalos blancos a rojo-morados, 2.2–3 mm de largo; estambres 7–8, en 1 verticilo; ovario con 7–8 carpelos completamente connados.

## Taxonomía
Phytolacca octandra fue descrita por Carlos Linneo y publicado en Species Plantarum, Editio Secunda 1: 631. 1762.
Etimología
Phytolacca: nombre genérico que deriva de las palabras griegas: φυτόν (phyton), que significa "planta", y la palabra latína lacca = "un rojo tinte".
octandra: epíteto latíno que significa "con ocho estambres".
Sinonimia
- Phytolacca americana var. mexicana L.[4]